# إلهان عمر
الهان عبدالله عمر (بالإنجليزية: Ilhan Omar) واسمها الحقيقي إلهام عمر من مواليد الرابع من أكتوبر 1981، هي سياسية أمريكيّة من مينيسوتا ذات أصل صومالي. بدأت اله‍ان تُحقق شهرة على المستوى المحلّي – في الداخل الأمريكي – منذُ عام 2016 أثناء انتِخابها عضوة في مجلس نواب مينيسوتا عن الحزب الديمقراطي ممّا يَجعلها أول صومالية-أمريكية تُنتخب في هذا المنصب في الولايات المتحدة. زادت شهرة السيّدة على المستوى العالمي حينَما ترشحت للمنافسة على عضويّة مجلس النواب الأمريكي عن مينيسوتا في الإنتخابات النصفيّة يوم 14 أغسطس من عام 2018،  ثمّ انتُخبت رسميًا في 6 نوفمبر من نفسِ العام؛ لتكون بذلك أول صومالية-أمريكية تُنتخب في كونغرس الولايات المتحدة جنبا إلى جنب مع رشيدة طليب. ليسَ هذا فقط؛ بل تُعد إلهان واحدة من أوائل النساء المُسلِمات المنتخبات في الكونغرس، وهي أيضًا أول لاجئة تُنتخب في مجلس النواب فضلًا عن كونها أول سيدة من غير البيض (ذوي اللون الأبيض) تُمثل ولاية مينيسوتا في مجلس النواب.

## النشأة والتعليم
وُلدت إلهان عمر في الرابع من أكتوبر عام 1981،  في مدينة مقديشو ولكنّها نشأت في بيدوا بدولة الصومال. هي فردٌ من عائلة مكوّنة من سبعة أشقاء إلى جانب والدتها ووالدها الذي كانَ يعملُ مدرسًا في وقتٍ ما. توفيت والدة إلهان حينَما كانت هذه الأخيرة طفلة، فعمل والدها وجدها على تربيتها منذ ذاك الحين. جدّ إلهان كان عاملًا في قطاع النقل البحري في حينَ شغل بعضُ من أعمام وعماتها مناصبَ في الخدمات المدنية بما في ذلك التدريس والتعليم. بعد بدء الحرب الأهلية في عام 1991؛ فرّت عمر وعائلتها من البلاد ثمّ قضوا أربع سنوات في مخيم للاجئين في كينيا. بحلول عام 1995؛ هاجرت عائلة عُمر إلى الولايات المتحدة حيثُ استقرا في البداية في مقاطعة أرلينغتون بولاية فيرجينيا، لكنّهما سرعان ما انتقلا في نفسِ العام إلى منيابولس. هناكَ تعلّمت إلهان اللغة الإنجليزية في ثلاثة أشهر فقط حسب ما صرحت به في أحد لقائتها والذي أكدت فيه أيضًا على أنّ والدها وجدها قد عملا على تنشئتها على مبادئ الديمقراطية حتّى باتت تعقدُ رفقةَ جدّها اجتماعات وهي في سن الرابعة عشر بوصفها مترجمة فورية له. حضرت عمر مدرسة أديسون الثانوية؛ كما تطوّعت هناكَ كطالبة منظمة للأنشطة المدرسيّة. تخرجت من جامعة نورث داكوتا مع درجة البكالوريوس في العلوم السياسية والدراسات الدولية في عام 2011.

## المسيرة المهنيّة

### البداية

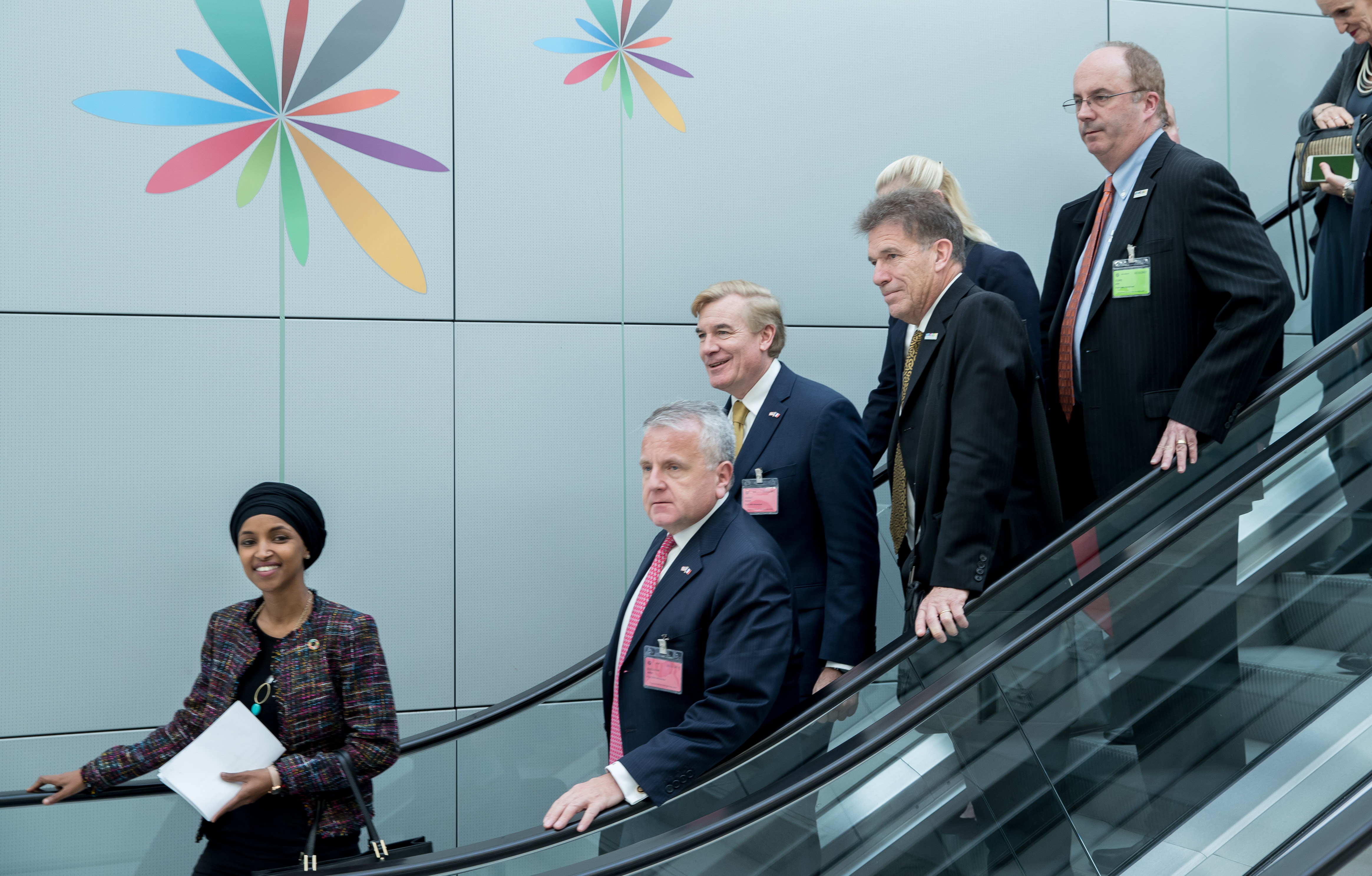
عمر رُفقةَ جون سوليفان في باريس

بدأت إلهان حياتها المهنية بوصفها ناشِطة في جامعة مينيسوتا وذلك منذُ عام 2006 إلى عام 2009 ثم انتقلت في وقتٍ لاحقٍ للعملِ في منيابولس سانت بول. بحلول عام 2012؛ شغلت إلهان منصب مديرة حملة كاري دزايدزيك لإعادة انتخاب ممثل عن ولاية مينيسوتا في مجلس الشيوخ ثم شغلت بينَ 2012 و2013 منصب منسقة عامّة في وزارة التعليم. عملت عمر في عام 2013 لصالح حملة أندرو جونسون في مجلس المدينة وبعدَ انتخاب الأخير؛ عملت عمر كمساعدة شخصيّة له من عام 2013 إلى 2015.
تعرضت إلهان في شباط/فبراير 2014 لهجوم من قِبل خمسة أشخاص مما تسبب لها في بعضِ الإصابات. وفقًا لموقع مينبوست؛ فإنه وقبل يومٍ واحد من تعرض السيدة للهجوم؛ نصحَ عضو مجلس المدينة عمر بعدم حضور الاجتماع.

### الانتخابات

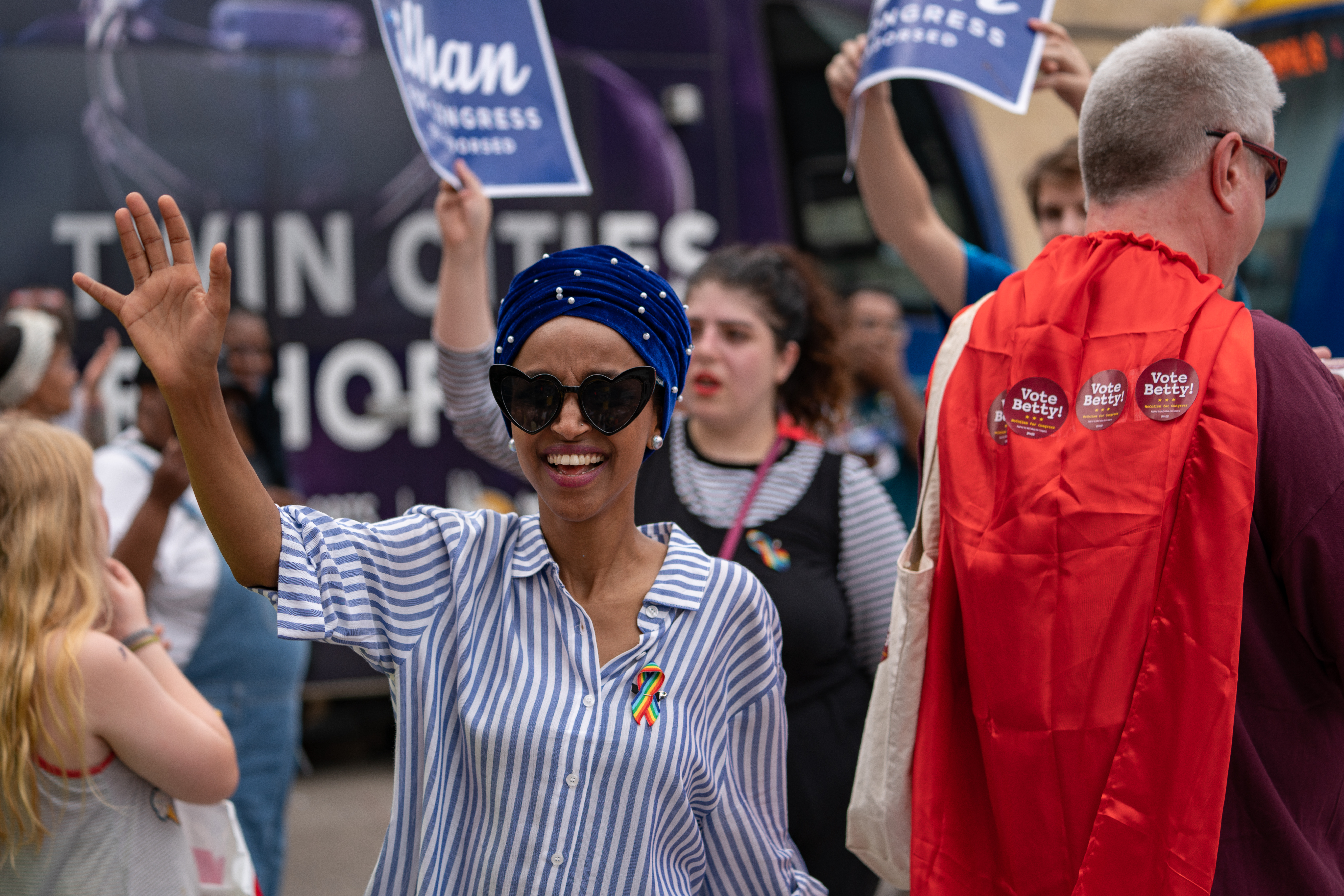
عمر خلال «حملتها الانتخابية» في عام 2018

انتُخبت عمر عام 2016 من قِبل الحزب الديموقراطي للمشاركة في انتخابات مجلس نواب مينيسوتا. هزمت إلهان عمر في التاسع من أغسطس من نفسِ العام عمر محمود نور وشاغل فيليس خان في الانتخابات الأولية. خِلالَ الانتخابات العامة؛ نافست إلهان مرشح الحِزب الجمهوري عبد المالك عسكر وهو ناشط صومالي في المجتمع الأميركي. في أواخر آب/أغسطس؛ أعلنَ عسكر انسحابه من الحملة، لتفوز بذلك في تشرين الثاني/نوفمبر 2016 وتُصبح أول مشرعة صومالية-أمريكيّة في الولايات المتحدة. بدأت عملها رسميًا في الثالث من كانون الثاني/يناير 2017.

### العمل في مجلس النواب
في الخامس من يونيو عام 2018؛ ترشحت عُمر لتمثيل ولاية مينيسوتا في مجلس النواب بعدما أعلنَ كيث إليسون عدم سعيهِ لإعادة انتخابه. وافق الحِزب الديمقراطي على ترشيح السيّدة؛ ثم فازت بالترشيح في 14 أغسطس خلال الانتخابات الأولية. بعدَ فوزها في الانتخابات؛ أصبحت عمر أول مسلمة تُنتخب في أحد مجلسي الكونغرس في الولايات المتحدة إلى جانبِ رشيدة طليب.

## الأفكار السياسيّة

### المجتمع الأمريكي
تتبنى إلهان نفس السياسات التي يتبناها الحزب الديمقراطي، حيثُ تدعم 15 دولارًا للساعة كحدٍ أدنى للأجور كما تُؤيد اقتراحَ التعليم المجاني لطلاب الكلية الذين يقلُ دخل أسرتهم عن 125,000 دولار في العام الواحد، فضلًا عن زيادة إمكانية الوصول إلى القروض الطلابية في البرامج الجامعيّة.

### إسرائيل
لطالمَا انتقدت إلهان سياسات دولة الاحتلال الإسرائيلية، مشيرةً إلى أنها عبارة عن «نظام فصلٍ عنصري» ومؤكدة كذلك على أنّ إسرائيل هي «منوّمة العالم» داعيّة جموع الشعب الأمريكي والعالمي إلى عدم إغفال القصف الجوي الإسرائيلي على المدنيين والذي وصفتهُ «بفعل الأشرار». توصي إلهان جامعة مينيسوتا بسحب الاستثمارات والسندات من إسرائيل منتقدةً القانون الذي يهدفُ إلى منع حركة المقاطعة وسحب الاستثمارات وفرض العقوبات. بسببِ نشاطها الملحوظ في هذا المجال؛ اتُهمت السياسيّة بمعاداة السامية من قبلِ بعض اليمينيين لكنّها ردت بالقول «أنّ انتقاد الحكومة الإسرائيلية لا يعني بأي حال كراهية الشعب اليهودي» ثمّ واصلت: «هذه الاتهامات دون جدوى ... فهي [الاتهامات] متجذرة بسبب نمطيّة الاعتقاد الغربي بخصوص المسلمين.»

### الخليج
في يناير 2024، قدمت إلهان عمر قرارين مشتركين بعدم الموافقة يهدفان إلى منع مبيعات الأسلحة بقيمة 582 مليون دولار إلى المملكة العربية السعودية و85 مليون دولار إلى الإمارات العربية المتحدة. كان من المقرر أن تحصل المملكة العربية السعودية على تعديلات على أجهزة وبرمجيات الطائرات، إلى جانب دعم طائرات المراقبة. وتشمل الصفقة المقترحة أيضًا 18 نظام رادار للذخائر المحمولة لدولة الإمارات العربية المتحدة. وانتقدت عمر المبيعات التي سلطت الضوء على انتهاكات السعودية لحقوق الإنسان وتورط الإمارات في حرب اليمن، وانتهاك حظر الأسلحة الذي فرضته الأمم المتحدة على دارفور لدعم قوات الدعم السريع، وتسليح الحكومة الإثيوبية.,

## الحياة الشخصية
عمر إلهان مسلمة تنتمي إلى عشيرة ماجرتين في أرض البنط شمال شرق الصومال. لا تربطها أي صلةٍ بأيان حرسي علي أول صومالية تفوزُ بمنصبِ عضو في البرلمان الأوروبي. تزوّجت إلهان في عام 2002 من شاب يُدعى أحمد حرسي؛ ثمّ تقدم الثنائي بطلب الحصول على رخصة زواج ولكن الطلب لم يكتمل. رُزق الاثنان معًا بطفلين قبلَ أن ينفصلَا في عام 2008. تزوجت إلهان في العام الموالي من أحمد نور سعيد وهو مواطن بريطاني لكنّهما سرعان ما تطلّقا بحلول عام 2011 أي بعدَ سنتان فقط من زواجهما. اكتملت إجراءات الطلاق في عام 2017. عادت إلهان لأحمد حرسي في عام 2011 – بعدَ انفصالها عن أحمد نور – ثم حصل الثنائي مُجددًا على طفل ثالث وذلك في عام 2012. بحلول عام 2018؛ أصبح الاثنان زوجًا وزوجة قانونيًا.